# Természetvédelem Romániában

## Története

### Természetvédelem 1918 előtt

#### Regát
A mai romániai védett területek előfutárai a Regátban azok a XV-XVII. századi havasalföldi és moldvai tilalmas erdők voltak, amelyekben csak a terület tulajdonosának engedélyével volt szabad fát vágni, vadászni, halászni, legeltetni, kaszálni vagy gyümölcsöket gyűjteni. A tilalmas erdők a főurak és papok birtokában voltak, a tilalom pedig elsősorban nem a természetet, hanem a tulajdont volt hivatott védeni.
A sólymok a tilalmas erdők határain kívül is védelem alatt álltak, hogy főúri vadászatok során hasznosíthassák őket.
A 18. század végére olyan méreteket öltött a faanyag-kitermelés, hogy szükségessé vált az erdőhasználat országos szintű jogi szabályozása. Rendeletekkel próbálták megfékezni az erdőirtást. Havasalföldön megalakították az erdészeti szolgálatot.
Az 1859-ben megalakult Román Királyságban törvényekkel szabályozták az erdei haszonvételeket, a vadászatot és a halászatot. Megtiltották a vadászatot a „zárt parkokban”, a halak mérgezését, az erdők és kaszálók felégetését, a siketfajd-tyúkok vadászatát, az éjszakai és a nem-tűzfegyverekkel történő vadászatot. Bevezették a vadászati tilalmi időt, erdőket nyilvánítottak véderdőkké. Az erdészeti szolgálatot kiépítették az egész országban.

### Természetvédelem 1918 és 1944 között
Az első világháború után Erdélyben bontakozott ki leginkább a természetvédelmi mozgalom. A mozgalom élén Alexandru Borza, a kolozsvári egyetem botanikaprofesszora, és Emil Racoviță, a világ első Barlangkutatási Intézetének alapítója állt.
Munkájuk nyomán 1930-ban megjelent Románia első természetvédelmi törvénye. Megalakult a Természeti Ritkaságok Bizottsága kormányszervezet (Comisia Monumentelor Naturii).
Területeket és fajokat nyilvánítottak védetté. 1935-ben létrehozták Románia első nemzeti parkját a Retyezát-hegységben. 1938-ban védetté nyilvánították a Duna-deltát.

### Természetvédelem 1944 és 1989 között
A népköztársaság megalakulása visszavetette az ígéretesen indult óromániai természetvédelmi mozgalmat. Borzat és Racoviță-t politikai nézeteik miatt eltávolították a tudományos életből.
1950-ben került ismét előtérbe a természet védelme: törvényerejű rendelettel köztulajdonná nyilvánították a természeti ritkaságokat, védelmüket nemzeti érdeknek nyilvánították. Újra létrehozták a Természeti Ritkaságok Védelmi Bizottságát (Comisia Pentru Ocrotirea Monumentelor Naturii). Az akadémiai bizottság munkáját helyi szinten természetvédelmi tanácsadó bizottságok (Consiliu de îndrumare pentru ocrotirea naturii) segítették.
1986-ban létrehozták az Országos Környezetvédelmi Tanács kormányszervezetet (Consiliul Național al Protecției Mediului).
A védelmi intézkedések csupán a területek védetté nyilvánításáig terjedtek; kezelésükre már nem fektettek hangsúlyt.
A természetvédelmi intézkedésekkel párhuzamosan kormányhatározat alapján irtották a farkasokat és a ragadozó madarakat, havasi legelőket alakítottak ki a borókások és törpefenyvesek helyén, fenyőültetvényekre cseréltek le számos lombhullató erdőt, értékes természeti területeket értéktelenítettek el lecsapolási vagy mederszabályozási munkálatokkal.

### Természetvédelem 1989 után
1989 után látványos előrelépések történtek a természetvédelemben. Megalakult a Vizek, Erdők és Környezet Minisztériuma (Ministerul Apelor, Pădurilor și Mediului Înconjurător).
Jean Jacques Cousteau segítségével létrehozták a Duna-delta Bioszféra-rezervátumot.
Románia csatlakozott a nemzetközi természetvédelmi egyezményekhez. Jogszabályok születtek a természet védelmében.
Az Európai Unióhoz való csatlakozás érdekében korábban soha nem látott mértékben megnövelték a védett természeti területek számát és összkiterjedését. Számos nemzeti és natúrparkot létesítettek. Kijelölték a Natura 2000 európai ökológiai hálózat romániai területeit.
A Környezeti Minisztérium (Ministerul Mediului) átadta a védett természeti területek ügykezelését jogi illetve természetes személyeknek, mivel nem rendelkezett megfelelő intézményi háttérrel.

## Bioszféra-rezervátum
Az UNESCO az ember és a bioszféra programjának része (MAB):
- Radnai-havasok Nemzeti Park
- Retyezát Nemzeti Park
- A Duna-delta az UNESCO által elismert bioszféra-rezervátum, természeti világörökség.